# Lingchuan (Jincheng)
Lingchuan léase Ling-Chuán (en chino:陵川县, pinyin:Língchuān xiàn) es un condado bajo la administración directa de la ciudad-prefectura de Jincheng. Se ubica al norte de la provincia de Shanxi, este de la República Popular China. Su área es de 1751 km² y su población total para 2010 fue +200 mil habitantes.

## Administración
El condado de Lingchuan se divide en 12 pueblos que se administran en 7 poblados y 5 villas.